# Vera Kachtcheïeva
Vera Kachtcheïeva (russe : Вера Кащеева) était première lieutenante du 120e régiment des carabiniers du 39e Division d'infanterie de la Garde, 8e Armée de la Garde sur le Troisième Front biélorusse pendant la Seconde Guerre mondiale. Le 22 février 1944, elle a reçu le titre d'Héroïne de l'Union soviétique pour l'accomplissement de sa mission de reconnaissance, malgré de graves blessures. Kachtcheïeva était la seule femme du 120e Régiment des carabiniers, l'une des cinq soldats soviétiques ayant survécu à l'assaut sur le Dniepr et, en 1973, est devenue une des premières femmes à être décorée de la Médaille Florence Nightingale.

## Enfance et éducation
Kachtcheïeva est née le 15 septembre 1922 dans une famille de paysans russes à Petrovka dans la République socialiste fédérative soviétique de Russie (aujourd'hui dans le Kraï de l'Altaï). Après avoir obtenu son diplôme de l'école secondaire, elle déménage à Barnaoul et commence à travailler au Melange Complex jusqu'à être diplômée en soins infirmiers en 1941. Elle devient membre du Parti Communiste de l'Union soviétique en 1944.

## Carrière militaire
Après le début de la Seconde Guerre mondiale, Kachtcheïeva s'enrôle dans l'Armée rouge en tant qu'infirmière et commence son service actif en mars 1942. Après avoir terminé sa formation, elle travaille comme instructrice sanitaire du 120e Régiment des carabiniers, où elle fait son baptême du feu à travers les combats intenses de la Bataille de Stalingrad. Pendant les offensives de l'Usine d’acier de Krasny Oktyabr, le régiment mène jusqu'à vingt attaques quotidiennes et abat plusieurs avions ennemis et points d'artillerie, au prix de pertes importantes. Pour ses actions dans les batailles de Stalingrad et de Kharkov, elle reçoit la Médaille du courage et Médaille du Mérite dans la bataille.
Dans une mission qui implique un atterrissage dans les régions de Dnipro et de traverser le fleuve Dniepr pour fournir un point d'appui pour les troupes à venir, elle est gravement blessée mais continue son travail de reconnaissance, fournissant des informations sur les positions ennemies, renseignements capital pour les troupes qui arrivent pour reprendre le contrôle de la tête sur la rive droite du Dniepr. Seulement cinq soldats du premier atterrissage survivent à la bataille dont elle. Pour ses actions sur cette mission, elle reçoit le titre d'Héroïne de l'Union soviétique le 22 février 1944, pour non seulement avoir remplit sa mission à travers les difficultés, mais aussi pour avoir inspirer d'autres soldats à continuer le combat.

## Après-guerre
En 1944, elle est démobilisée pour raisons de santé et retourne à la ville de Barnaoul, où elle est diplômée en tant que sage-femme en 1948 et où elle travaille comme infirmière là jusqu'à son mariage. Après celui-ci, elle et son mari déménagent en Extrême Orient russe à Khabarovsk, où ils vivent jusqu'en 1973. Jusqu'en 1953, elle est responsable d'une école maternelle à Bira, dans l'Oblast autonome juif. En 1973, la famille déménage à Apsheronsk où elle travaille comme un auxiliaire médicale, et reçoit la Médaille Florence Nightingale par la Croix-Rouge.
Le 20 mai 1975, Kachtcheïeva meurt dans un accident de voiture avec son petit-fils, et est enterré dans le cimetière d'Apsheronsk.

## Disticntions
- Héros de l'Union Soviétique
- Ordre de Lénine
- Ordre du Drapeau rouge
- Ordre de l'Étoile rouge[6]
- Médaille du Courage[3]
- Médaille pour la victoire sur l'Allemagne dans la Grande Guerre patriotique de 1941-1945[7]
- Médaille pour la Défense de Stalingrad[8]
- Médaille Florence Nightingale

## Hommages
- Une plaque commémorative est apposée sur le mur de sa maison de Barnaoul[9].
- Son nom est gravé sur le monument aux morts de la Place de la Victoire de Birobidjan[10].